# Gelber Lein
Der Gelbe Lein oder Gelb-Lein (Linum flavum) ist eine Art aus der Gattung Lein (Linum).

## Beschreibung
Der Gelbe Lein ist eine aufrecht wachsende und leicht verholzende ausdauernde Art und erreicht eine Höhe von 20 bis 60 Zentimeter. Die Pflanze ist kahl, der Stängel weist zumindest oberwärts schmal geflügelte Kanten auf. An seinem Stängel sitzen wechselständig (obere manchmal gegenständig) dunkel- bis blaugrüne, unten schmal verkehrteilanzettliche und in der Mitte und oben breit lanzettliche bis längliche Blätter, die bis zu 25 Millimeter lang und mehr oder weniger halbstängelumfassend sind. Die bis zu 15 kräftig gelben Blüten stehen in Trugdolden, die keilförmig-verkehrt-eiförmigen Kronblätter sind 15 bis 20 Millimeter, die schmal eiförmigen Kelchblätter 6 bis 9 Millimeter lang. Die Staubblätter sind 10 bis 12 Millimeter lang. Die Narbe des Griffels ist keulig. Die Kapselfrucht ist 4 bis 5 Millimeter lang und braun, ihre Scheidewände sind innen behaart. Die Samen sind länglich, 1,8 bi 2,2 Millimeter lang flach, glatt und braun.
Die Blütezeit erstreckt sich von Juni bis Juli, teilweise bis September.
Die Chromosomenzahl der Art ist 2n = 30.

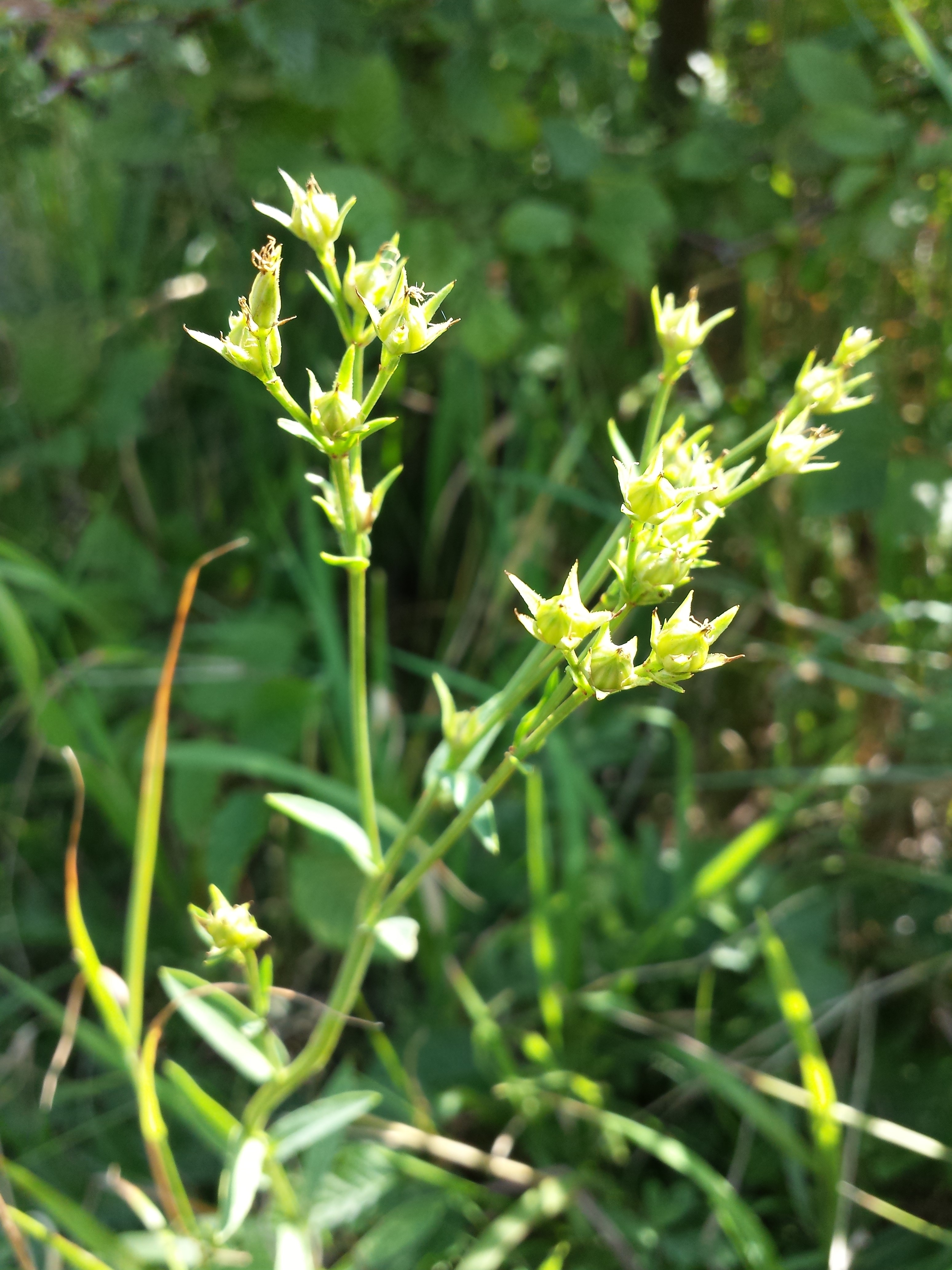
Gelber Lein (Linum flavum), fruchtend

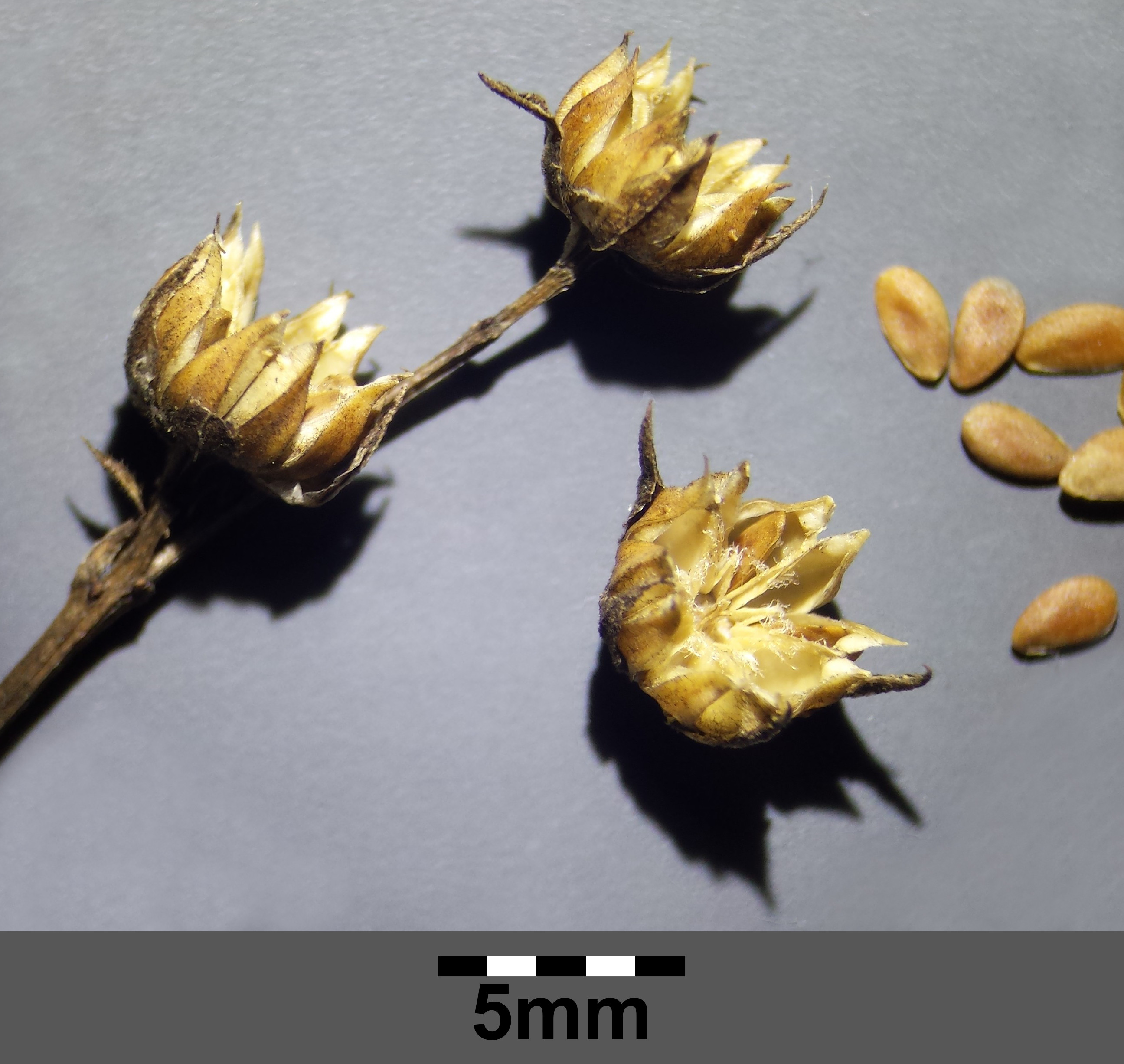
Früchte mit Samen

## Verbreitung
Sie bevorzugt kalkhaltige und stickstoffarme, warme Standorte in sonniger bis halbschattiger Lage, z. B. Magerwiesen, Gebüsch- und Waldsäume und trockene Föhrenwälder. Sie ist eine Charakterart des Verbands Cirsio-Brachypodion, kommt aber auch in Gesellschaften der Verbände Mesobromion oder Geranion sanguinei vor.
Die Art ist in Mittel- und Südosteuropa bis hin nach Mittelrussland in der collinen bis submontanen Höhenstufe verbreitet. Sie steigt in der Steiermark bis 700 Meter und in Niederösterreich bis 800 Meter Meereshöhe auf.
Die Vorkommen in Deutschland auf der Schwäbischen Alb und im Illertal bilden den Westrand des Areals der Art, sind eigentlich isolierte Relikte und stark gefährdet. Nur noch wenige hundert Pflanzen existieren hier.
In Österreich tritt die Art in den Bundesländern Burgenland, Wien, Niederösterreich, Steiermark und Kärnten auf. Dabei ist sie im Pannonischen Gebiet zerstreut bis selten vertreten, im restlichen Österreich sehr selten. Sie gilt als gefährdet bis stark gefährdet. In der Steiermark befindet sich nördlich von Graz bei Deutschfeistritz ein Naturschutzgebiet mit einem Massenvorkommen von Gelbem Lein am Schartnerkogel (NSG 26 c).

## Wissenswertes
Die Kronblätter der Art werden von der seltenen Leinbiene Hoplitis linophila dazu benützt, um deren Bodennester auszutapezieren.